# رباط الخير
رباط الخير هي مدينة مغربية صغيرة توجد شرق إقليم صفرو، جنوبي مدينة فاس. كانت المدينة تسمى بأهرمومّو، هو اسم أمازيغي يعني الأسد، إلا ان الاسم تغير بعد انقلاب 1971، الذي قاده طلاب المدرسة العسكرية بالمدينة. وتضم حوالي 19000 ساكنا حسب إحصاء ،024 كما تتميز بالفلاحة المنتشرة على سفوح الأطلس المتوسط.
"'المدينة"'

## التعليم
قائمة المؤسسات التعليمية في مدينة رباط الخير:

### التعليم الابتدائي
- مدرسة المسيرة الخضراء
- مدرسة الإمام مسلم
- مدرسة علال بن عبد الله
- مدرسة الخنساء

### التعليم الإعدادي
- إعدادية فاطمة الفهرية

### التعليم الثانوي
- ثانوية مولاي ادريس الأكبر التأهيلية

## وصلات خارجية
- (بالإنجليزية) مدينة رباط الخير على موقع World Gazetteer